# Lanistes ciliatus
Lanistes ciliatus е вид коремоного от семейство Ampullariidae. Видът е световно застрашен, със статут Уязвим.

## Разпространение
Разпространен е в Кения.